# Toenga
Toenga is een Belgische stripreeks, bedacht en getekend door de Belgische striptekenaar Edouard Aidans. De stripverhalen verschenen met onderbrekingen tussen 1960 en 2007 in verschillende stripbladen en werden door meerdere uitgevers gepubliceerd. Er verschenen in totaal 17 albums. Alle verhalen werden door Aidans geschreven met uitzondering van het derde verhaal De Vuurgod, waarvan Jacques Acar het scenario schreef.

## Publicering
De eerste Toenga verhalen verschenen in 1961 in de stripbladen Kuifje en de Pep als wordt-vervolg verhalen. In de periode 1965 - 1973 (met een onderbreking in 1970) verschenen er 13 korte verhalen in de Pep, waarvan acht lange episodes van 22 à 44 pagina's, en vijf verhalen met kortere verhalen die over twee à vier nummers verspreid werden. Ook in de Pep parades verschenen afleveringen, in de delen 5: (1971), 7 (1972), 8 (1973) en 9 (1973) Sommige van deze korte verhalen werden onder een ander titel ook gebundeld in album uitgegeven.
In 2020 werden alle verhalen gebundeld uitgegeven in beperkte oplage als 5-delige "Integraal" van uitgeverij Dark Dragon Books. Deze uitgave bevatte ook alle Kuifje en PeP omslagen met Toenga en de tekst-roman.

## Het verhaal
Toenga is een realistisch getekend stripverhaal over de prehistorie. De hoofdpersoon in het verhaal is de holbewoner Toenga. Hij behoort tot het volk van de Gmoer en beleeft allerlei avonturen samen met zijn vriendin de schaars geklede Ohama en de manke gereedschapmaker Noen. De prehistorie van Aidans is een gevaarlijke wereld. De mensen zijn primitief en de natuur is wreed en meedogenloos. In de verhalen staan de strijd met vijandige stammen centraal en moet Toenga regelmatig vechten met allerlei prehistorische monsters. De sabeltandtijger Aram begeleidt hem tijdens zijn reizen. De nadruk ligt op actie: veel gevechten, achtervolgingen en bedreigende situaties. 

## korte verhalen
- De wilde horde
- De rode mannen
- De Vuurgod
- Vuur voor de Ghmoers
- De spelonk van de dood
- De strijd der geweldenaren
- De zwarte hengst
- De boommensen
- Meester der mammoets
- Jacht op de oeros
- Vriend of vijand
- Het duel
- De witte mammoet
- Het rijk der adelaars
- De nacht van de wolven
- Het KNO van de vijand
- Nyoko

## Albums
| Nummer | Titel                      | Verschenen | Uitgeverij |
| ------ | -------------------------- | ---------- | ---------- |
| 1      | De wilde horde             | 1974       | Le Lombard |
| 2      | De grote strijd van Toenga | 1975       | Le Lombard |
| 3      | Van wolven en mensen       | 1975       | Le Lombard |
| 4      | De grote angst             | 1976       | Le Lombard |
| 5      | Ver over de bergen         | 1977       | Le Lombard |
| 6      | De strijd der geweldenaren | 1977       | Le Lombard |
| 7      | De vuurgod                 | 1978       | Le Lombard |
| 8      | Hulp aan de oeroes         | 1979       | Le Lombard |
| 9      | De zwarte hengst           | 1980       | Le Lombard |
| 10     | De boommensen              | 1981       | Le Lombard |
| 11     | Meester der mammoets       | 1982       | Le Lombard |
| 12     | De vuurmaker               | 1982       | Le Lombard |
| 13     | Verdwaald                  | 1984       | Le Lombard |
| 14     | De laatste beproeving      | 1985       | Le Lombard |
| 15     | Wet en bloed               | 1986       | Le Lombard |
| 16     | De dood van de reus        | 1995       | Le Lombard |
| 17     | De laatste oever           | 2007       | Le Lombard |

- Toenga Integraal (5 delen, incl. korte verhalen) ||2020